# سانت جوان د مولت
سانت جوان د مولت (به اسپانیایی: San Juan de Mollet) یک منطقهٔ مسکونی در اسپانیا است که در ژیرونس واقع شده‌است. سانت جوان د مولت ۳٫۲ کیلومتر مربع مساحت دارد.